# Sinagoga centrale di Buenos Aires
La sinagoga della Congregazione Israelita Argentina (Sinagoga de la Congregación Israelita de la República Argentina in spagnolo), meglio conosciuta come Tempio Libertad (Templo Libertad in spagnolo), è la principale sinagoga della capitale argentina Buenos Aires. Sorge in plaza Lavalle, nel centrale barrio di San Nicolás, a pochi metri dal teatro Colón e dal teatro Cervantes. È stata dichiarata monumento nazionale il 29 dicembre 2000.

## Storia
La prima pietra della sinagoga, la prima costruita nella capitale argentina, fu posta nel 1897. Nei decenni successivi, con il vertiginoso aumento dell'immigrazione ebraica a Buenos Aires, la locale comunità decise di ingrandire il proprio tempio, diventato ormai insufficiente per accogliere tutti i fedeli.
L'edificio, ampliato nel 1932 in stile neoromanico e neobizantino, richiamava il gusto delle sinagoghe tedesche.

## Descrizione
La facciata è caratterizzata da una serie di archi a tutto sesto rientranti e da una serie di simboli dell'ebraismo, come la stella di David al centro di essa. Il frontone è sovrastato dalle tavole dei Dieci Comandamenti.
L'interno del tempio è suddiviso in tre navate disposte su diversi ordini ed ha una capienza di 700 posti. Una grande abside, sovrastata da una semi-cupola decorata, chiude la navata centrale. Nella parte superiore dell'abside si staglia un organo Walker del 1931.